# Decentralisering
Decentralisering är en förskjutning av makt eller ansvar i organisationer. Detta innebär en förändring i förhållandet mellan de territoriella nivåerna i organisationen eller ett annat system. Lättare förklarat är att beslutsbefogenheten kryper nedåt i hierarkipyramiden och ger fler möjligheter att få sin röst hörd. Politisk eller administrativ makt och kompetens eller faktiskt ansvar flyttas från ett fåtal större centrala instanser på hög nivå till ett flertal mindre instanser på lägre nivå. Motsatsen till detta är centralisering. Decentralisering innebär en delegering av ansvar utåt eller nedåt i organisationsstrukturen för att ge medarbetare ett mer självständigt beslutsutrymme att arbeta inom. Målet är att besluten ska fattas närmare det berörda området.  

## Historia
Ordet decentralisering började brukas 1820 och kommer av ordet centralisering. Idéerna om frihet och decentralisering lyftes fram som logiska lösningar under 1800- och 1900-talet i Frankrike, av statligt kritiska aktivister som kallade sig för anarkister, liberalister och till och med decentralister.

## Exempel
Den politiska makten som kan decentraliseras är regleringsmakt, huvudmannaskap och finansiering. Ett exempel är överföringen av makt från Sverigesriksdag till kommunerna. Detta hände när till exempel den svenska skolan kommunaliserades, det vill säga att ansvar flyttades från riksdagen/regeringen till kommunerna, som fick mer av självstyre och möjlighet att göra en mer lokalt anpassad utbildning. Kommunernas skolor kunde planeras mer lokalt, dock samtidigt med ett allt större ansvar för de lokala beslutsfattarna och därmed ökade krav på dessa.

## Globalt
Decentralisering kan även syfta till fördelning (spridning) av verksamheter eller inflytande från ett centrum eller ett fåtal centra till fler områden och personer. Ett exempel är när Sveriges regering den 23 februari 1971 beslutade om utflyttning av 37 statliga verk från Stockholm till 13 städer runtom i Sverige. I vissa länder används federalism, en långtgående decentralisering, där har delstater rätt till egen lagstiftning i många inre angelägenheter. Inte minst inom skolområdet anses det viktigt, eftersom delstaterna kan värna om sin kulturella särart genom att nya generationer får behålla sin lokala medvetenhet. Länder med federalism är bland andra USA, Kanada, Brasilien, Australien, Indien, Tyskland, Schweiz, Österrike, Belgien och Ryssland (bara i vissa oblast).

## Olika typer
Mintzberg har utvecklat olika typer av decentralisering.
1. Begränsad horisontell decentralisering. I denna form är centraliseringen fortfarande stark men en decentralisering har påbörjats, makten fördelas till en del på lägre nivåer. Teknostrukturen (medarbetare som planerar och forskar för att hjälpa de andra delarna i organisationen) får mer befogenhet.
2. Begränsad vertikal decentralisering. Denna typ finns hos organisationer som är indelade i divisioner. Makten fördelas längre ner i den hierarkiska kedjan inom dessa divisioner.
3. Selektiv vertikal och horisontell decentralisering. I den vertikala dimensionen bestämmer typen av beslut var i hierarkin de ska tas. I den horisontella dimensionen kan man välja att ta in experter när det behövs, som tar besluten.
4. Vertikal och horisontell decentralisering. Här är beslutsmakten helt nedflyttad till den operativa nivån dvs. hos personer som jobbar med produktion. I den vertikala dimensionen finns den starkaste typen decentralisering och man litar på att personer där är kompetenta nog att fatta beslut i organisationens vägar.

## Fördjupning
Centralisering och decentralisering bör inte ses som varandras motsatser då en decentraliserad organisation kräver att en del funktioner är centraliserade, så som ekonomistyrning, budgetbeslut, human resources  och dylikt. Varför decentralisering också ses som en viktig del är för att det skapar större flexibilitet i organisationen då beslut kan fattas på plats då de berörda vet vilka problem som finns och därför kan ta mer aktuella och kloka beslut. En positiv följd av decentralisering är att fler personer inom organisationen får mer ansvar och får på så vis chans att utvecklas vilket i sin tur leder till högre motivation hos de anställda eftersom de känner att de får mer ansvar att påverka sin arbetssituation. "Frihet under ansvar" leder oftast till att de anställda känner ett högre ekonomiskt resultatansvar. För att förstå och kunna beskriva en decentraliserad organisation så är det viktigt att ha dessa två följande aspekter i åtanke; Vad har flyttats ner från högsta ledningen till lägre instanser inom organisationen och vilka uppgifter som fortfarande ska styras på en central nivå.

## Kritik
Decentralisation kan innebära högre kostnader i administrationen och det kan även vara svårare att styra kostnaderna så som i en centraliserad organisation. Det kan även vara svårt att ta snabba beslut vid krissituationer eftersom beslutsprocessen måste gå igenom flera instanser innan det når högsta ledningen.